# Sus oliveri
Sus oliveri är en däggdjursart i familjen svindjur (Suidae) som förekommer på Filippinerna.
Den mörkbruna till svarta kroppen är täckt av glest fördelade styva hår. På huvudet och kring halsen förekommer de längsta håren. Liksom andra svin har djuret betar samt vårtor kring trynet.
Arten förekommer bara på ön Mindoro. Den levde ursprunglig i alla habitat som finns på ön. Under tidiga 2000-talet hittades Sus oliveri bara i skogar i låglandet, i grässavanner och i låga bergstrakter där skogarna domineras av träd från släktet Vitex. Det finns flera från varandra skilda populationer.
Hela beståndet räknades fram till 1997 till arten Sus philippensis. Mellan 1997 och 2001 listades den som underart till Sus philippensis och sedan blev den godkänd som art.
Detta svin jagas för köttets och för flera kroppsdelars skull som används för ceremonier. Dessutom hotas arten av habitatförstöring när skogen avverkas, till exempel för att etablera gruvor. Arten kan para sig med förvildade tamsvin vad som mynnar ut i hybrider. IUCN listar Sus oliveri som starkt hotad (Endangered).